# Raadi flygbas
Raadi flygbas (estniska: Raadi sõjaväelennuväli') är en tidigare sovjetisk bombflygbas i Estland, som ligger fyra kilometer nordost om Tartus centrum.

## Historik
Området vid Raadi herrgård användes redan den 14 april 1912 av den ryska flygpionjären Sergeij Oetotsjkin (1876–1916) med sitt dubbeldäckade fransktillverkade flygplan av typ Farman IV, vilka var de första flygningarna i Estland. De filmades av Johannes Pääsuke. Fältet användes från 1914 för mellanlandningar för ryska mlitärflygplan, som flög rutten  Gatchina – Tallinn – Haapsalu – Riga – Tartu – Narva – Gatchina. Efter Estlands självständighet var fältet bas för 2:a flygskvadronen inom Estlands flygvapen. Två hangarer byggdes 1919 och 1925 utökades flygplatsen. Flygvapnet hade där 1940 tre Tjeckoslovakientillverkade spanings- och bombflygplan av typ Letov S 328 och två skolflygplan av typ PTO-4, som var tillverkade i Estland. I maj 1940 användes flygfältet av spaningsplan av typ  Henschel Hs 126.

## Sovjetisk bombflygbas
År 1940 exproprierade Sovjetunionen 100 hektar mark av Raadi herrgårds mark för att bygga upp en rysk flygbas där. Vid Slaget om Tartu brändes herrgården ned som en följd av bombningar. Flygbasen utvidgades senare till 698 hektar. 
Raadi flygbas stängde 1992, efter att varit en viktig militär anläggning under drygt 50 år. Sekretessen runt den var så stor, att utlänningar inte tilläts vistas i staden Tartu. På flygbasen var kanske uppemot 50 strategiska bombflygplan baserade, vilket gjorde den till den största flygbasen i det baltiska området. Flygbasen hade 24 större och fler än 30 mindre uppställningsplatser för flygplats inom skyddsvallar. Raadi var bas för Sovjetunionens 132:a tunga bomflygplansregimentet, vilket använde  bombflygplan av typ Tupolev Tu-16 och Tupolev Tu-22M. Förutom bombflygplan fanns på Raadibasen också transporflygplan från 192:a och/eller 196:e Militära transportregimentet, som flög Ilyushin Il-76M jetdrivna transportflygplan fram till 1990, senare omlokaliserade till Tver.
Den 3.050 meter start- och landningsbanan av betong användes från 1993 endast för nödfall. Det sidta flygplanet landade där 1996.
Åren 1987–90 var Dzjochar Dudajev chef för Raadi flygbas Efter hans död 1996 placerades en minnestavla över honom vid porten till hans tidigare arbetsplats, nuvarande Barclay hotell, i Tartu.
Den amerikanska försvarsmakten klassificerade Raadi flygbas på 1950-talet som så strategisk viktig att den listades som ett mål för kärnvapenattack.

## Bildgalleri

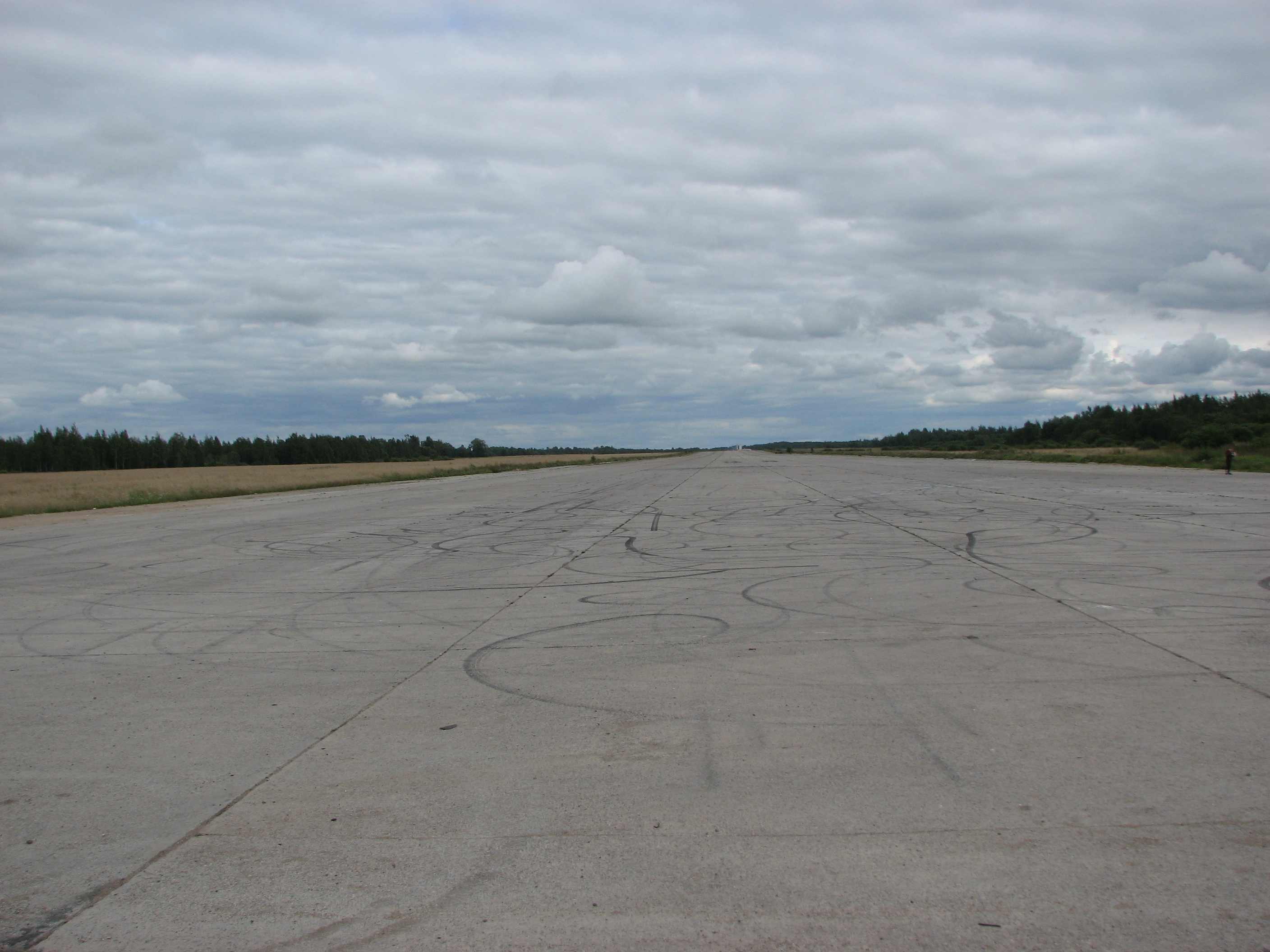
Startbanan
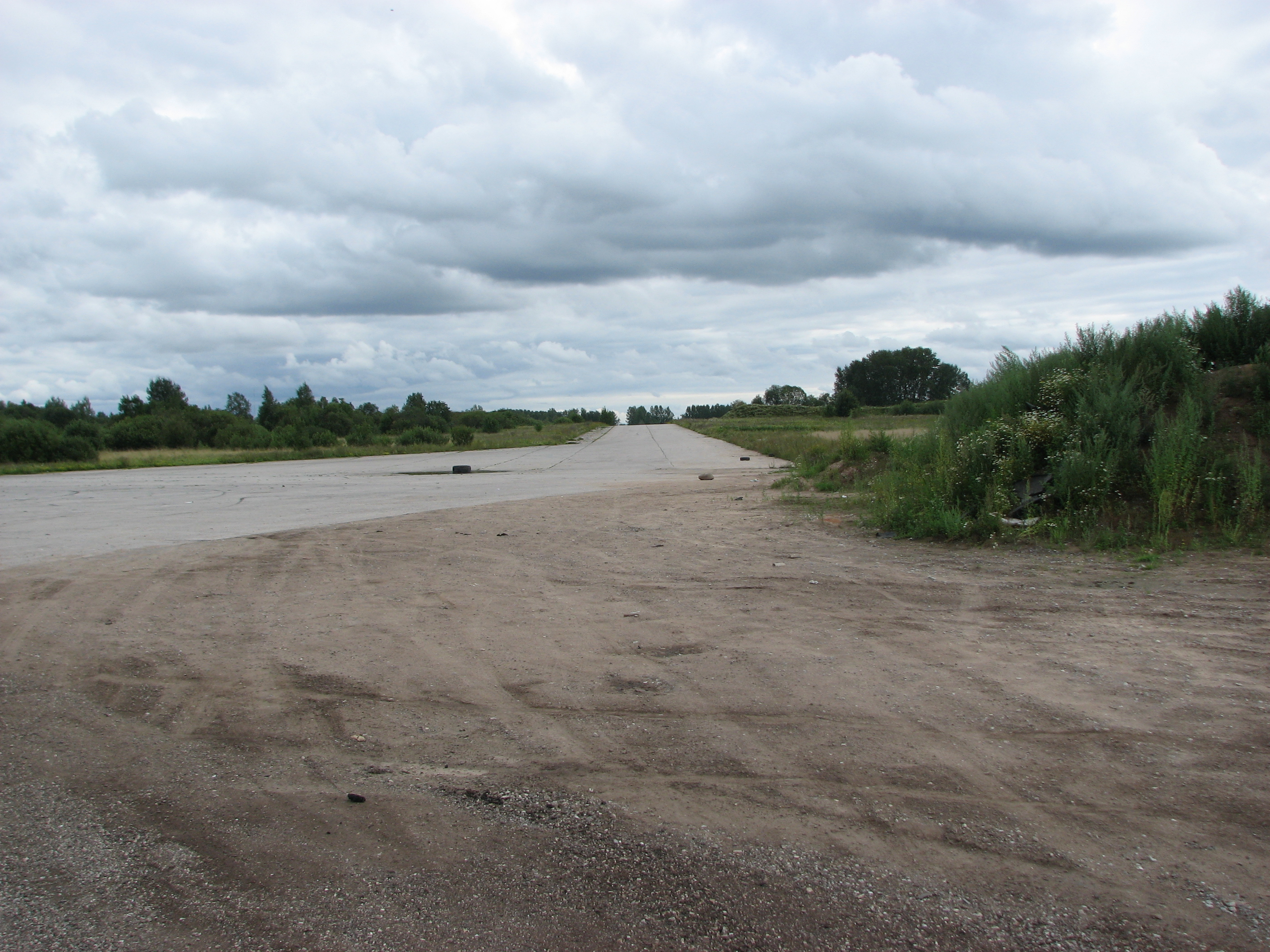
Västra taxibanan
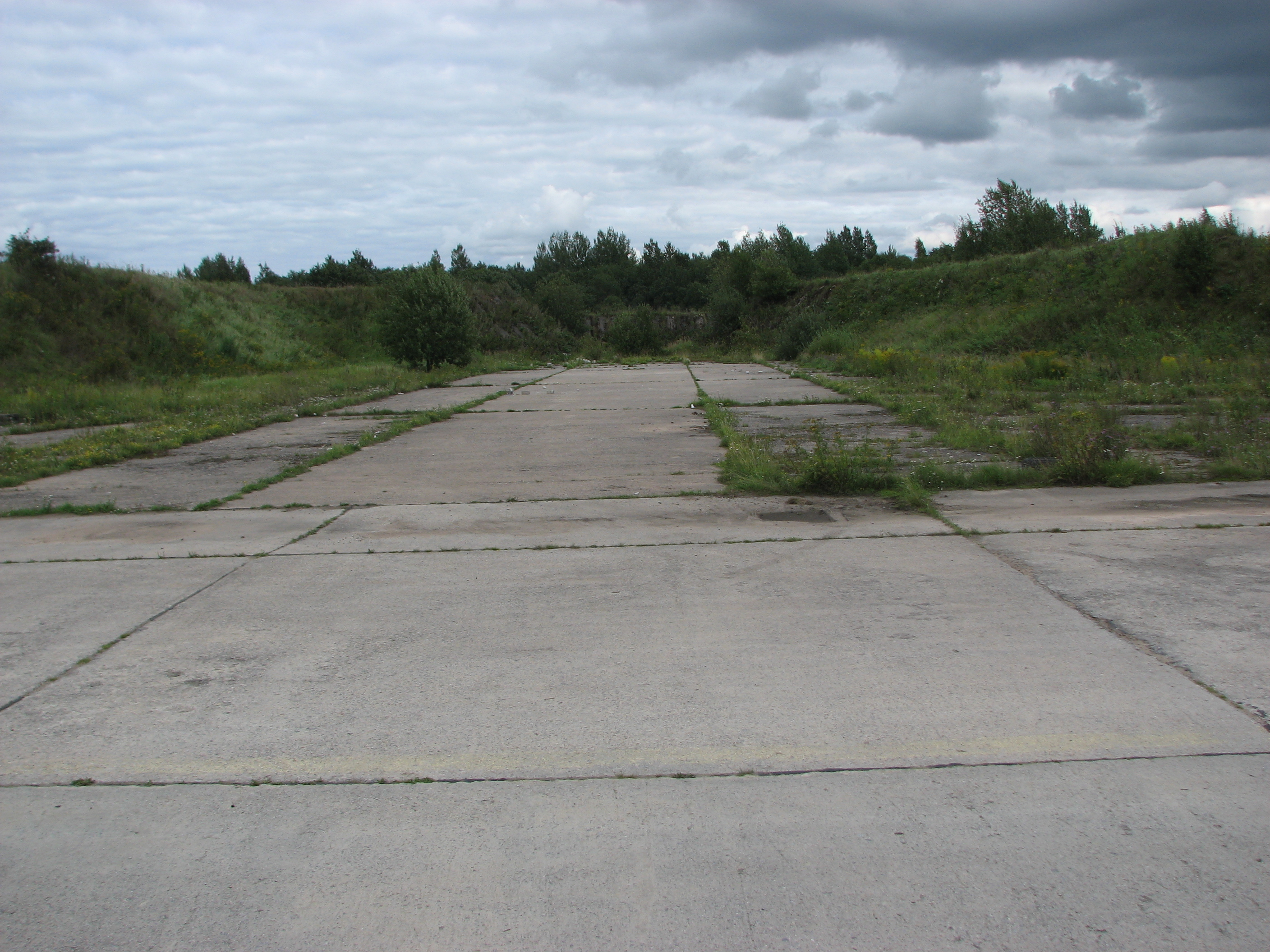
Uppställningsplats för flygplan med skyddsvallar
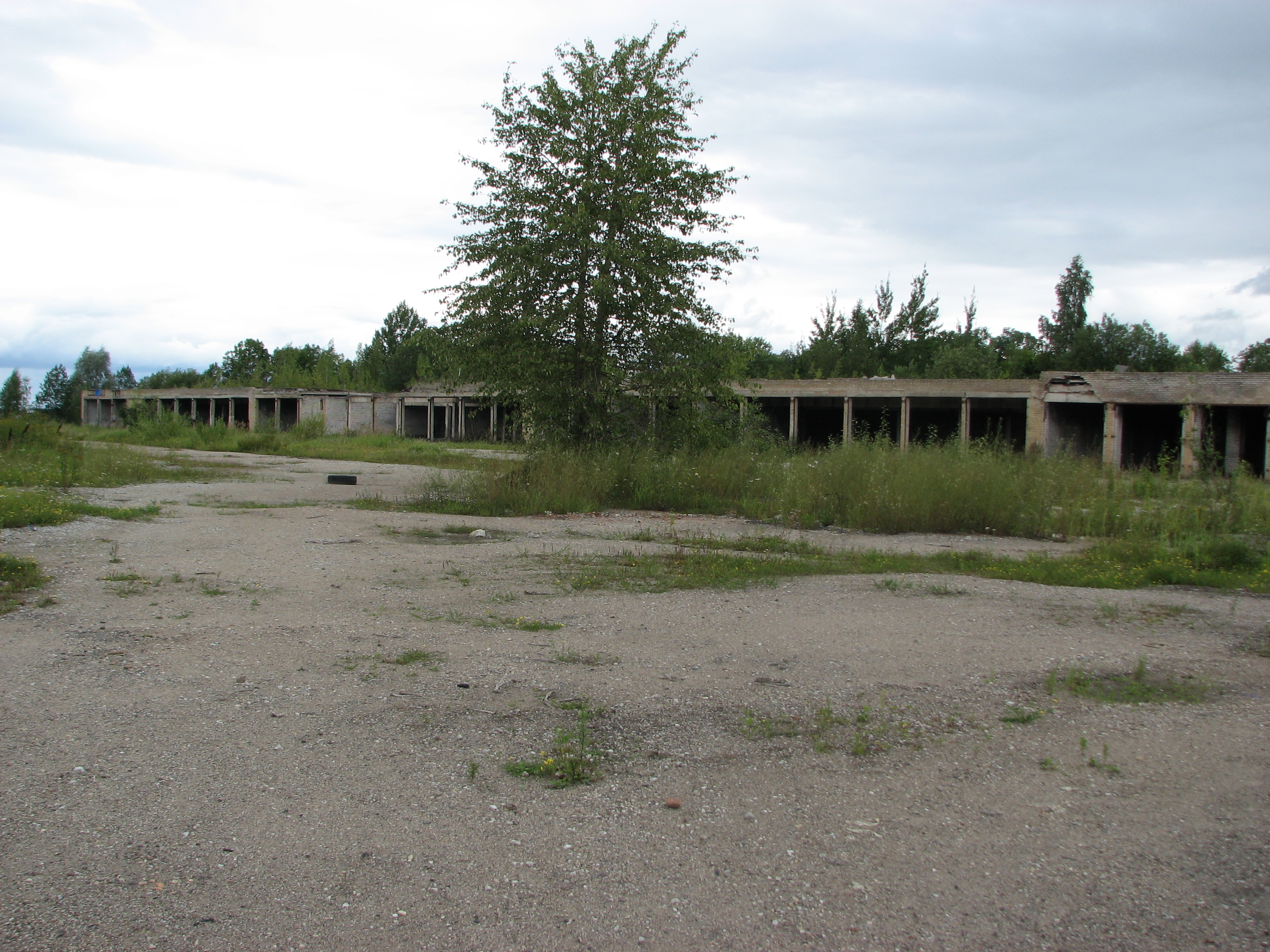
Verkstadsbyggnasder på västra delen av flygbasen
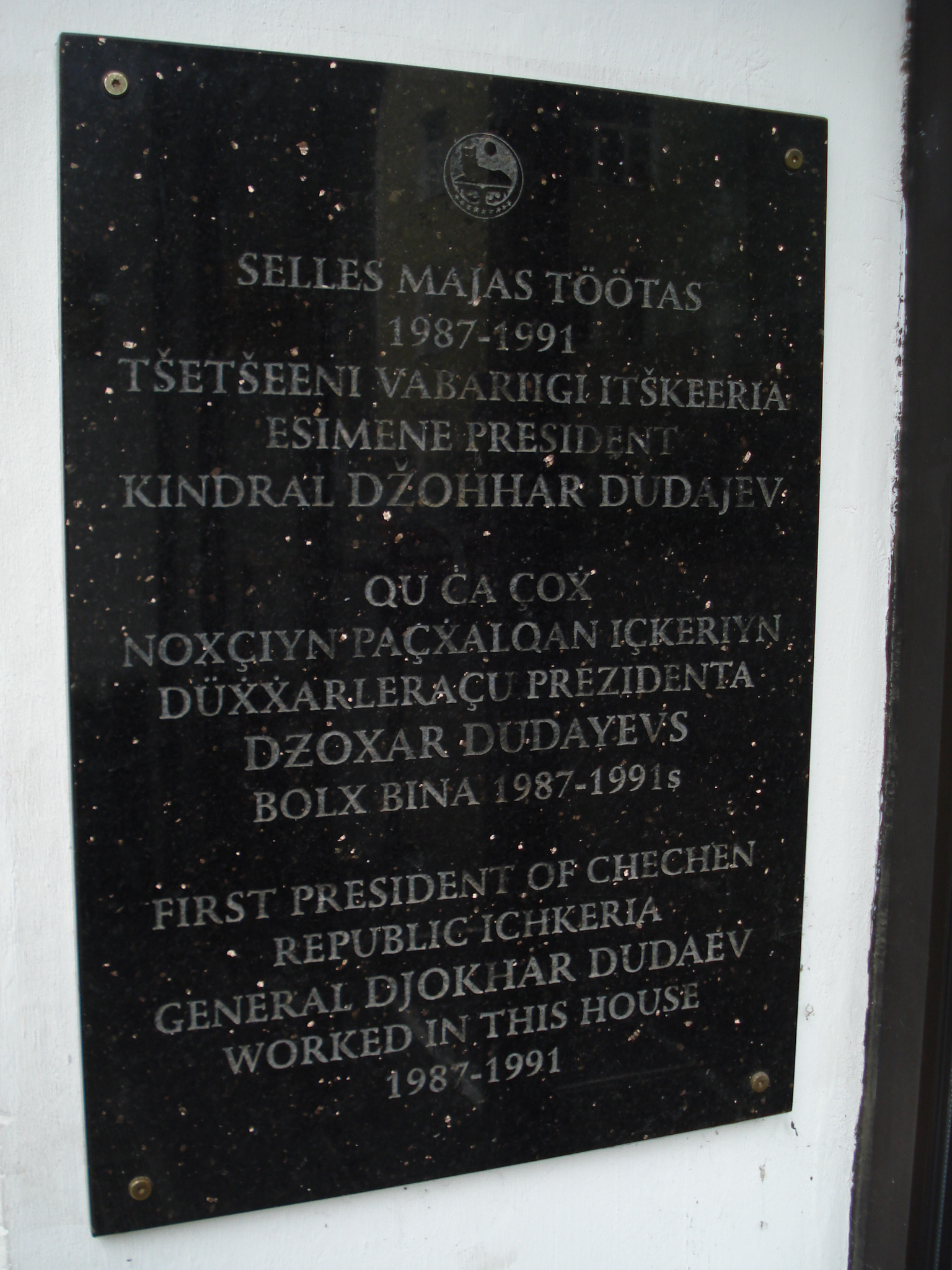
Plakett över flygbaschefen Dzjochar Dudajev på Barclay Hotel i Tartu